# Thomas Konings
Thomas Konings (Kontich, 7 maart 1997) is een Belgisch voormalig volleyballer.

## Levensloop
Konings werd actief in het volleybal bij het Kontichse Kokaz Volley en kwam vervolgens uit voor VC Kapellen. Na zijn studies aan de Topsportschool Vilvoorde ging hij aan de slag bij Precura Antwerpen. Na een seizoen maakte hij de overstap naar Knack Roeselare. Met deze club werd hij tweemaal landskampioen (2016 en 2017) en won hij driemaal de Beker van België (2016, 2017 en 2018). In 2016 bereikte hij met Roeselare de halve finales van de CEV Cup. In 2018 ging hij aan de slag bij Caruur Volley Gent.